# Cratere Khumbam
Khumbam è un cratere sulla superficie di Ganimede.